# Nikołaj Czerkasow
Nikołaj Konstantinowicz Czerkasow (ros. Николай Константинович Черкасов; ur. 14 lipca?/27 lipca 1903 w Petersburgu, zm. 14 września 1966 w Leningradzie) – radziecki aktor, uhonorowany tytułem Ludowego Artysty ZSRR w 1947 roku.

## Życiorys
Nikołaj Czerkasow urodził się w Petersburgu. W roku 1919 został mimem w Piotrogrodzkim Teatrze Maryjskim, w Teatrze Bolszoj i gdzie indziej. Potem został absolwentem Instytutu Sceny Artystycznej w 1926 roku, gdzie rozpoczął karierę w Teatrze Młodego Widza w Leningradzie.
Czerkasow zagrał rolę księcia Aleksandra Newskiego w filmie Aleksander Newski Siergieja Eisensteina. Następnie zagrał w takich filmach jak Lenin w 1918 r., Iwan Groźny i wielu innych.
W 1941 roku otrzymał Nagrodę Państwowego ZSRR, w 1947 roku został uhonorowany tytułem Ludowego Artysty ZSRR. Jest również zdobywcą wielu nagród, m.in. Nagrody Lenina, Nagrody Stalinowskiej i Orderu Lenina.
Zmarł 14 września 1966 roku w Leningradzie na odmę oraz niewydolność serca. Został pochowany na Cmentarzu Mistrzów w Ławrze Aleksandra Newskiego w Petersburgu.

## Filmografia
- 1928: Mój syn jako Pat
- 1932: Turbina 50 000 jako milicjant
- 1935: Granica jako Gajdul
- 1935: Miłość w czołgu jako Kolka Loszak
- 1936: Przyjaciółki jako oficer Białej Armii
- 1937: Delegat floty jako profesor Poleżajew
- 1938: Człowiek z karabinem jako generał
- 1938: Druzja jako Beta
- 1938: Alesander Newski jako książę Aleksander Newski
- 1939: Lenin w 1918 roku jako Maksim Gorki
- 1944: Iwan Groźny jako car Iwan IV Groźny
- 1947: Wiosna
- 1947: Pirogow
- 1949: Aleksander Popow jako Aleksandr Stiepanowicz Popow
- 1957: Don Kichot jako Don Kichot

## Nagrody i odznaczenia
- Ludowy Artysta RFSRR (1939)
- Ludowy Artysta ZSRR (1947)
- Nagroda Stalinowska
- Nagroda Leninowska
- Order Lenina